# John Kemeny (matematiker)
John George Kemeny (ungersk namnform: Kemény János), född 31 maj 1926 i Budapest i Ungern, död 26 december 1992 i Hanover i New Hampshire i USA, ungersk-amerikansk matematiker och programmerare, känd för att tillsammans med Thomas Eugene Kurtz ha utvecklat programspråket BASIC (1964).
Kemeny var president vid Dartmouth College 1970–1981 och var en pionjär i användningen av datorer i universitetsutbildning.
Han var även ordförande i den presidentkommission som utredde kärnkraftsolyckan på Three Mile Island 1979.
Asteroiden 132718 Kemeny är uppkallad efter honom.